# Geelster
Geelster (Gagea) is een geslacht van voorjaarsbloeiende planten uit de leliefamilie. De soorten komen voor in Europa, Azië en Noord-Afrika. Kew's Checklist vermeldt ruim 200 soorten voor dit geslacht.

## Naamgeving
De enige twee soorten uit dit geslacht die Linnaeus in 1753 opnam in zijn Species plantarum, de bosgeelster en de spitse geelster, werden door hem in het geslacht Ornithogalum ondergebracht als O. luteum en O. minimum. In 1806 creëerde Richard Anthony Salisbury voor een aantal eerder in het geslacht Ornithogalum geplaatste soorten met gele bloemen het geslacht Gagea. Salisbury nam in het nieuwe geslacht 7 soorten op:
- Gagea fascicularis nom. inval. In de synonymie noemt hij Ornithogalum luteum Sm. (een homoniem van O. luteum L., die door Smith ook gewoon in de synonymie wordt genoemd[3]) en O. sylvaticum Pers. (een ongeldige naam omdat het een hernoeming is van O. luteum L.[4]). Salisbury's naam is daarmee een overbodige hernoeming van Ornithogalum luteum L., die in 1809 door John Bellenden Ker Gawler op geldige wijze hernoemd werd in Gagea lutea (L.) Ker Gawl.
- Gagea bracteolaris nom. inval. In de synonymie noemt hij Ornithogalum pratense Pers., in 1827 door Barthélémy Du Mortier op geldige wijze hernoemd in Gagea pratensis (Pers.) Dumort.
- Gagea stellaris nom. inval. In de synonymie noemt hij Ornithogalum arvense Pers. (in 1827 door Du Mortier hernoemd in Gagea arvensis (Pers.) Dumort., maar een ongeldige naam omdat Persoon Ornithogalum minimum L. als synoniem noemt) en Ornithogalum minimum L., in 1816 door Ker Gawler op geldige wijze hernoemd in Gagea minima (L.) Ker Gawl.
- Gagea spathacea (Hayne) Salisb.
- Gagea pygmaea nom. inval. In de synonymie noemt hij Ornithogalum bohemicum Zauschn., in 1829 door Josef August Schultes en diens zoon Julius Hermann Schultes geldig hernoemd in Gagea bohemica (Zauschn.) Schult. & Schult.f.
- Gagea bulbifera (Pall.) Salisb.
- Gagea reticularis nom. inval. In de synonymie noemt hij Ornithogalum circinatum L. f. (1782) en O. reticulatum Pall. (1776). Die laatste naam werd in 1829 door vader en zoon Schultes hernoemd in Gagea reticulata (Pall.) Schult. & Schult.f.

De botanische naam Gagea verwijst naar de Britse botanicus Sir Thomas Gage (1781–1820).

## Verspreiding
Vertegenwoordigers van dit geslacht komen voor in Europa, Noord-Afrika en Azië, tot en met Japan. Het zwaartepunt van de verspreiding ligt in Kazachstan.

## Soorten in Nederland en België
- Akkergeelster
- Bosgeelster
- Schedegeelster
- Spitse geelster (niet in België)
- Weidegeelster

... · 
G. villosa (akkergeelster) · 
G. lutea (bosgeelster) · 
G. spathacea (schedegeelster) · 
G. minima (spitse geelster) · 
G. pratensis (weidegeelster) · 
...
Amana · Calochortus · Cardiocrinum · Clintonia · Erythronium · Fritillaria · Gagea (Geelster) · Lilium (Lelie) · Medeola · Notholirion · Prosartes · Scoliopus · Streptopus · Tricyrtis · Tulipa (Tulp)